# 下南洋
下南洋指的是發生在清末、中華民國大陸時期時期至中華人民共和國成立後，中国人由于自晚清列強侵略至民国時期軍閥混戰至國共內戰等原因迁徙至东南亚的一個中国人大規模移民现象，闽南民系称其为“过番客”或“過番”。

## 歷史
中國人下南洋的歷史最早可追溯至漢代至清末民初，而中國人下南洋主要是以經商，打工爲主。

### 漢朝
根據明朝《永樂大典》記載，“晋書地道記曰。朱吳縣屬日南郡。去郡二百里。北縣民漢時不堪。二千石長吏調求引屈都乾爲國。”（屈都乾即現今的登嘉樓州）。

### 明朝
明朝永樂時期由於鄭和七下西洋，則其中亦通過馬六甲王朝與亞齊蘇丹國。後期有部分水手和明朝商人在當地同當地人通婚，最終於當地定居。其統稱為“峇峇娘惹”，別稱為“海峽華人”。

### 清末
清末時期為漢人下南洋的大規模時期，咸豐十年（1860年）中英北京條約後。根據條約記載“允許中國人出外打工”，而1860年後由於閩粵兩省出現饑荒和內亂。因而最終選擇下南洋謀生，而在下南洋後則是大多從事苦力與礦工。

### 中華民國大陸時期

#### 民國初年
1912年，中華民國成立後臨時政府頒佈《禁止買賣人口令》至此中國境內賣豬仔就此結束，1916年（民國5年），馬來亞乃至其各英屬殖民地率先廢黜契约劳工制。至此宣告豬仔制度之終結。

#### 1920年代至1930年代
1926年（民國15年）至1937年（民國26年）為第二次下南洋大規模時期，由於軍閥割據出現混戰與國共內戰等影響。導致中國各地內亂同天災頻繁，後期日本趁勢攻佔中國。最終亦導致出現第二次大規模遷徙現象。

### 中華人民共和國成立後
1949年10月1日中華人民共和國成立後，1950年代，由於中國人的落葉歸根意識逐漸崛起。再加上當地局勢已經逐漸平穩後，續近近百年的“下南洋”亦告結束。